# Matúš Ružinský
Matúš Ružinský (ur. 15 stycznia 1992 w Bańskiej Bystrzycy) – słowacki piłkarz, grający na pozycji bramkarza w słowackim klubie Slovan Bratysława. Wychowanek Dukli Bańska Bystrzyca i MFK Koszyce, w którym rozpoczął seniorską karierę. W swojej karierze grał także w ŠKF Sereď oraz ŠTK 1914 Šamorín. Jednokrotny młodzieżowy reprezentant Słowacji.

## Sukcesy

### Klubowe
VSS Koszyce
- Mistrzostwo 2. Ligi: 2016/2017

ŠKF Sereď
- Mistrzostwo 2. Ligi: 2017/2018

Slovan Bratysława
- Zdobywca Pucharu Słowacji: 2020/2021